# Punta Wasp
La punta Wasp es un cabo ubicado en la costa sudoeste de la isla Thule o Morrell del grupo Tule del Sur, en las Islas Sandwich del Sur. Se localiza entre el cabo Flannery y la punta Herd.

## Historia
La punta fue nombrada en 1971 por el Comité de Topónimos Antárticos del Reino Unido, homenajeando al buque Wasp utilizado por Benjamin Morrell. Morrell fue un marino y explorador estadounidense que visitó la isla Thule en 1823.
Como el resto de las Sandwich del Sur, la isla no está ni habitada ni ocupada, y es reclamada por el Reino Unido que la hace parte del territorio británico de ultramar de las Islas Georgias del Sur y Sandwich del Sur, y por la República Argentina, que la hace parte del departamento Islas del Atlántico Sur dentro de la provincia de Tierra del Fuego, Antártida e Islas del Atlántico Sur.